# Pentila mesia
Pentila mesia är en fjärilsart som beskrevs av Gustaaf Hulstaert 1924. Pentila mesia ingår i släktet Pentila och familjen juvelvingar. Inga underarter finns listade i Catalogue of Life.